# N'effacez pas Gérard Depardieu
« N'effacez pas Gérard Depardieu » est une tribune rédigée par Yannis Ezziadi et signée par 56 personnalités du monde de la culture, publiée dans Le Figaro le 25 décembre 2023, dans le cadre de l'affaire Gérard Depardieu, notamment à la suite d'un reportage du magazine Complément d'enquête. Elle engendre une vaste polémique, nombre de ses signataires prenant par la suite leurs distances voire s'en rétractant. Trois contre-tribunes regroupant également des artistes, plus ou moins connus, sont publiées en réaction du 29 décembre au 1er janvier 2024.

## Contexte

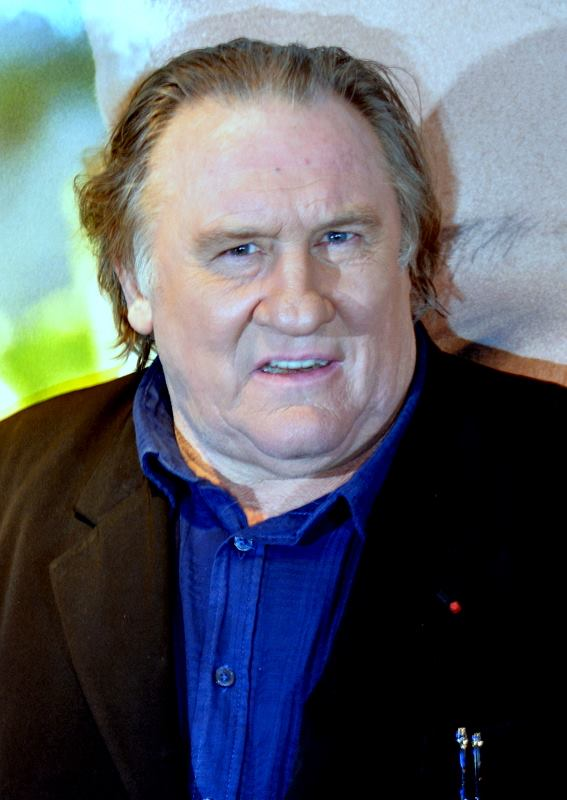
Gérard Depardieu en 2016.

L'affaire Gérard Depardieu débute en août 2018, avec l'accusation de viol et de harcèlement sexuel à l'encontre de Gérard Depardieu, par la comédienne Charlotte Arnould alors âgée de 22 ans. En décembre 2020, l'acteur est mis en examen pour viols et agressions sexuelles.

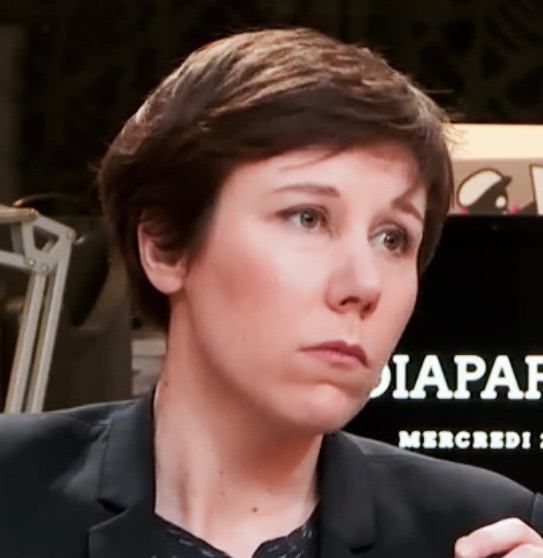
La journaliste Marine Turchi en 2019.

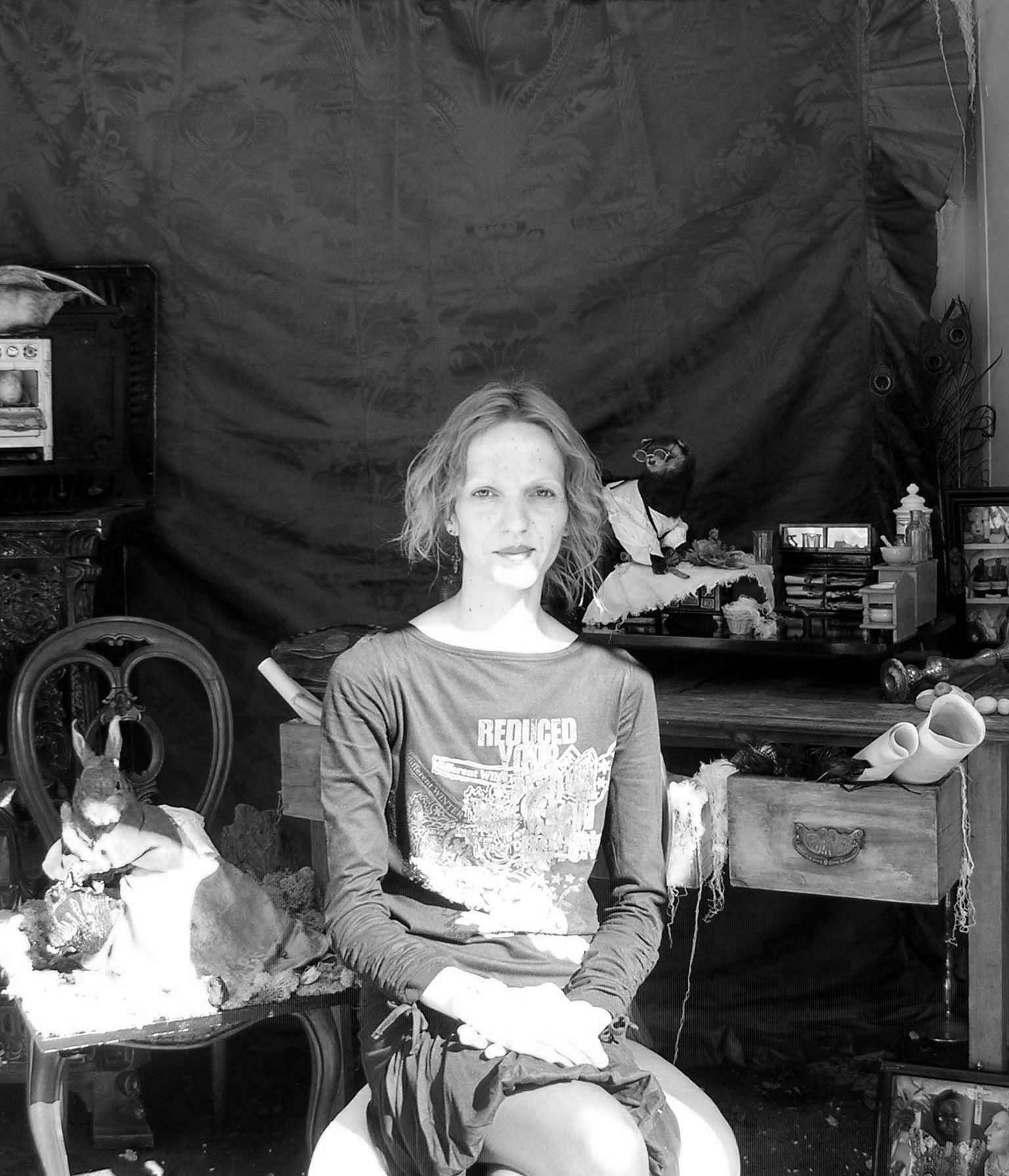
Ruth Baza en 2007.

En avril 2023, la journaliste Marine Turchi publie dans Mediapart les récits de treize femmes accusant Gérard Depardieu de violences sexuelles lors de tournages de onze films entre 2004 et 2022. Trois de ces femmes apportent leurs témoignages à la justice en soutien à Charlotte Arnould. Gérard Depardieu conteste les accusations. En juillet 2023, des journalistes de France Inter rapportent trois autres récits. En septembre 2023, l'actrice Hélène Darras dépose une plainte pour agression sexuelle à l'encontre de Gérard Depardieu puis en décembre, la journaliste et écrivaine espagnole Ruth Baza dépose plainte pour viol. Fin décembre 2023, la plainte d'Hélène Darras est classée sans suite pour prescription.
En décembre 2023, la diffusion d'un reportage du magazine Complément d'enquête le concernant provoque une vive polémique. L'affaire prend une dimension nationale.
À la suite d'un voyage en Corée du Nord avec Yann Moix en 2018, à l'occasion des 70 ans du régime nord-coréen, le magazine télévisé Complément d'enquête diffuse, le 7 décembre 2023, un numéro dédié à l'acteur. On y découvre une vidéo de ce voyage, dans laquelle il tient des propos obscènes, sexistes et sexuels à l'encontre de femmes et d'une jeune fille mineure âgée d'une dizaine d'années,,. Il s'agit d'un extrait des rushes d'un projet de film tourné par Moix et mettant en scène Depardieu. La famille de Depardieu émet des doutes sur la véracité de la séquence concernant les propos sexuels concernant l'enfant. Ces doutes sont repris par Emmanuel Macron, président de la République, le 20 décembre. Face à cette polémique, le 22 décembre 2023, le groupe France Télévisions déclare dans un communiqué avoir mandaté un huissier de justice, et que ce dernier a attesté que la scène contestée n'a pas fait l'objet d'un montage,. Par ailleurs, le président Macron déclare que sa ministre de la Culture, Rima Abdul Malak, s'est trop avancée en lançant une procédure de retrait de la Légion d'honneur de l'acteur. Il la désavoue également en affirmant que « [Depardieu] rend fière la France », là où la ministre avait déclaré qu'il [Depardieu] est « la honte de la France ».

## Genèse et rédacteur du projet
L'acteur Michel Fau, ami de Gérard Depardieu est, selon Le Parisien et BFMTV, l'initiateur de la tribune. Il en parle ensuite à Yannis Ezziadi,. Ce dernier, ami de la fille de Gérard Depardieu, Julie Depardieu, et de Sarah Knafo, compagne d'Éric Zemmour,, rédige la tribune et la diffuse. Peu connu, il est comédien et éditorialiste pour le magazine conservateur Causeur, à la ligne éditoriale décrite entre droite conservatrice et extrême droite,,.
En 2023, Yannis Ezziadi avait vainement tenté de lancer un appel pour réhabiliter l'écrivain Gabriel Matzneff, accusé de viols sur mineurs, au moment de la sortie du film Le Consentement, adapté du livre de Vanessa Springora. Sa proximité avec des personnalités et idéologies d'extrême droite est ainsi soulignée par Le Monde, qui le déclare proche des sphères identitaires et réactionnaires, et de personnes comme Éric Zemmour et Vincent Bolloré.
A posteriori, plusieurs des signataires déclareront avoir ignoré cette orientation politique au moment de signer la tribune.

## Publication et contenu
Le 25 décembre, Le Figaro publie la tribune « N'effacez pas Gérard Depardieu » qui dénonce une forme de cancel culture touchant l'acteur et défend sa présomption d'innocence. Selon Raphaëlle Bacqué et Ariane Chemin, journalistes du Monde, la conseillère en communication Anne Hommel a servi d'intermédiaire, pour publier la tribune, entre Yannis Ezziadi et la rédaction du Figaro.
La tribune affirme notamment « Gérard Depardieu participe au rayonnement artistique de notre pays » et « contribue à l'histoire de l'art, de la plus haute des manières ». Les signataires soulignent encore qu'ils « ne pouvaient rester muets face au lynchage médiatique […], au mépris de la présomption d'innocence […] et que cela concerne exclusivement la justice »,.

## Liste des signataires initiaux
Près d'une soixantaine de signatures de personnalités du milieu de la culture sont réunies,, :

## Réactions et conséquences

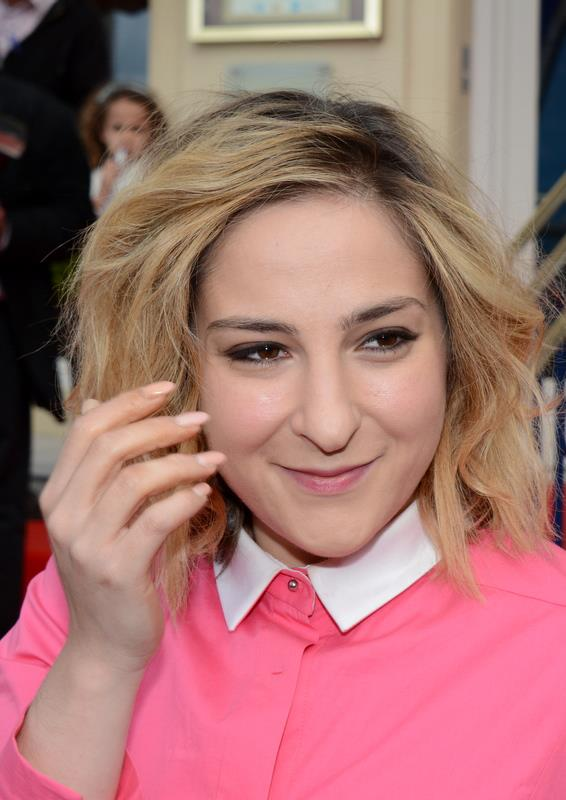
Marilou Berry en 2013.

Cette tribune provoque de nombreuses réactions. Ainsi, plusieurs des signataires subissent des conséquences : l'association de protection de l'enfance Les Papillons, créée par Laurent Boyet retire le 26 décembre son titre d'ambassadeur à Pierre Richard. Nadine Trintignant est vivement critiquée sur le réseau social X, accusée de « défendre un agresseur », alors qu'elle s'était engagée par le passé pour dénoncer le meurtre de sa fille Marie. La maison de Benoît Poelvoorde est taguée le 29 décembre de l'inscription : « Depardieu, on l'aime pas, c'est un gros porc ». Le graffiti est rapidement effacé.
Dans un article du Figaro, Marilou Berry évoque en ces termes la tribune : « Moyenne d'âge : 70 ans (autrement dit ça sent le sapin quoi) ils ne sont que 50, quand on regarde la liste de plus près, on sent bien qu'ils ont fait les fonds de tiroirs quand même ». Le 26 décembre, l'actrice Lucie Lucas déclare, notamment, visant la génération des baby boomers majoritairement représentée parmi les signataires « Artistes à vomir… Boomers de merde… La honte sur vous, […], j'ai si hâte que vous disparaissiez de nos écrans pour de bon ! », avant de s'en prendre particulièrement à Victoria Abril, sa partenaire dans la série Clem « Dis-moi que tu n'as pas fait ça ? Victoria… tu veux qu'on parle de tes nombreuses agressions y compris sexuelles envers tes partenaires ? […], je suis pas surprise que tu aies signé ce torchon… Tu flippes toi aussi… et tu as bien raison ». Deux jours plus tard, l'actrice nuance ses propos et déclare craindre que cela nuise à sa carrière : « les choses vont se compliquer pour moi, c'est certain… », avant d'ajouter dans un autre média « Je ne serai plus complice de l'omerta généralisée… ». Le 29 décembre, l'avocat de Victoria Abril annonce qu'elle va porter plainte pour diffamation. Kevin Elarbi, leur partenaire dans la série Clem, apporte son soutien à Victoria Abril, qu'il déclare « intègre ».
En janvier 2024, Philippe Caubère, signataire de la tribune et accusé d'atteinte sexuelle sur mineure de plus de 15 ans par personne ayant autorité, estime que cette affaire est médiatisée à cause de son implication dans la tribune de défense de Depardieu. Il s'était personnellement impliqué, avec succès, pour que d'autres artistes signent avant la publication de la tribune. Il déclare : « J'ai conscience que la médiatisation soudaine de cette procédure, qui dure depuis un an et pour laquelle je n'ai jamais été entendu, est liée à ma décision d'apporter mon soutien à l'acteur Gérard Depardieu, dans le cadre d'une tribune controversée publiée récemment dans Le Figaro ».
Le 20 janvier, les élus du conseil municipal de La Couronne décident de débaptiser le théâtre « Les 2B » (Brière, Besnehard) à cause de la signature de Dominique Besnehard et Marie-France Brière à la tribune de soutien.
Le 9 janvier 2024, une ancienne assistante de tournage dépose plainte contre Gérard Depardieu pour agression sexuelle. Une enquête préliminaire est ouverte par le parquet de Paris. C'est la tribune de soutien « N'effacez pas Gérard Depardieu » qui la décide à déposer plainte.

## Positionnements ultérieurs de signataires

### Prises de distance et rétractations

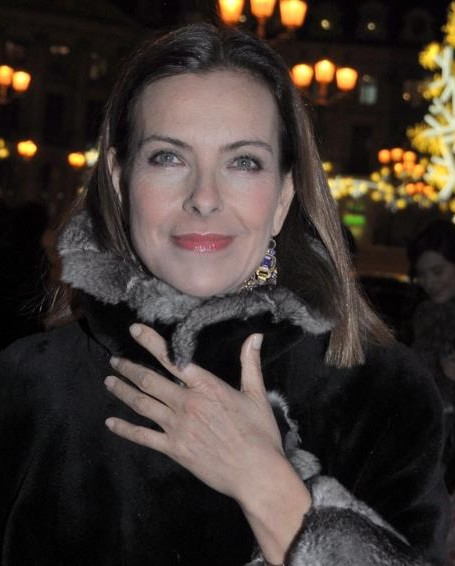
Carole Bouquet, ex-compagne de Gérard Depardieu, en 2013

Le 27 décembre, Le Canard enchaîné affirme qu'Alain Chabat et, « selon un témoin », Catherine Deneuve auraient un temps envisagé de signer la tribune, avant de renoncer,. Yvan Attal admet, dans les jours suivants, sur BFM TV, « [son] malaise avec cette pétition qui ne [lui] va pas totalement » et précise qu'il aurait demandé en vain la reformulation de certains passages de la tribune avant de la signer, mais affirme avoir signé « parce qu'il y avait quelque chose de plus fort que ce qui me dérangeait dans cette pétition ».
Apprenant l'identité de l'auteur de la tribune, Nadine Trintignant retire son soutien à celle-ci en déclarant : « Je demande aux personnes que j'ai choquées de ne pas m'en vouloir de ma grave erreur » puis ajoute concernant le fond « Je serai toujours contre les lynchages médiatiques quels qu'ils soient […], je l'ai vécu [le lynchage médiatique] avec violence dans la presse, qui parlait de crime passionnel au sujet de ma fille. Aujourd'hui, on en parle comme d'un meurtre et c'est bien ». De même Carole Bouquet indique être « profondément mal à l'aise » d'avoir, par sa signature, mis en avant l'auteur de la tribune, Yannis Ezziadi. Pour sa part, Gérard Darmon indique avoir signé, sans connaître Yannis Ezziadi, pour « défendre la présomption d'innocence » et contester un procès médiatique mais indique : « dire on touche à Depardieu, on touche à l'art ? c'est des conneries ».
D'autres signataires prennent leurs distances dans les jours suivants. Ainsi, Charles Berling déclare : « Je combats au quotidien les idées d'extrême droite portées par son auteur, je regrette le manque de nuance et les raccourcis de ce texte et j'entends l'indignation qu'il suscite » et affirme l'avoir signé « en tant que citoyen, artiste et responsable culturel, je défends la légitimité de la justice contre les effets de horde et de meute et c'est cette haine collective, rendue possible par l'usage massif des réseaux sociaux que j'ai voulu dénoncer ». Josée Dayan exprime des réserves équivalentes et explique à propos de sa signature : « [je] regrette la mise au pilori systématique » et ne pas vouloir pour « l'instant » la retirer. Le 31 décembre, Pierre Richard exprime à son tour ses regrets d'avoir signé la tribune et présente ses excuses. Le 2 janvier, le président de l'association de protection de l'enfance Les Papillons déclare être prêt à « engager le dialogue avec lui » et envisager de continuer leur collaboration. Le 1er janvier, Jacques Weber fait de même. Il déclare notamment : « Je mesure chaque jour mon aveuglement. J'ai par réflexe d'amitié signé à la hâte, sans me renseigner, oui j'ai signé en oubliant les victimes et le sort de milliers de femmes dans le monde qui souffrent d'un état de fait trop longtemps admis […] Ma signature était un autre viol ». Le 2 janvier, Patrice Leconte déclare regretter de l'avoir signée, notamment à cause du positionnement politique de Yannis Ezziadi. Il précise : « Quand on me dit qu'il n'est pas exemplaire, je veux bien le croire, je le crois parce que je le sais. Je ne cherche pas à le défendre, ni à l'accabler. Mais cette mise à mort, ce lynchage m'effraie un peu. Peut-être que c'est mérité, je ne sais pas », et ajoute « Je pense que Gérard Depardieu ne fera plus de cinéma, hélas ». Roberto Alagna émet lui aussi des regrets d'avoir signé la tribune,,. Le 2 janvier également, Jean-Claude Dreyfus annonce : « Comme beaucoup, je me retire de la Tribune à propos de Gérard Depardieu »,.
Le 9 janvier, Clémentine Célarié se désolidarise également et déclare : « Je suis impulsive, je me suis emportée et je le regrette douloureusement. Je me suis trompée. Je présente toutes mes excuses à celles et ceux que j'ai pu blesser, car je suis de tout mon cœur à leurs côtés ». Elle enchaîne : « J'ai toujours voulu la paix et l'amour. […] Ma soif de liberté et de justice m'a toujours dicté qu'une personne devait être jugée avant d'être condamnée ». Le 20 janvier, dans l'émission Quelle époque !, Yvan Attal revient une nouvelle fois sur la tribune et assume ne pas avoir retiré sa signature, mais il parle d'« une erreur » et qualifie le texte d'« abominable ». Le même jour, Dominique Besnehard revient sur son soutien à Depardieu : « C'est une erreur de ma part ».

### Signataires assumant

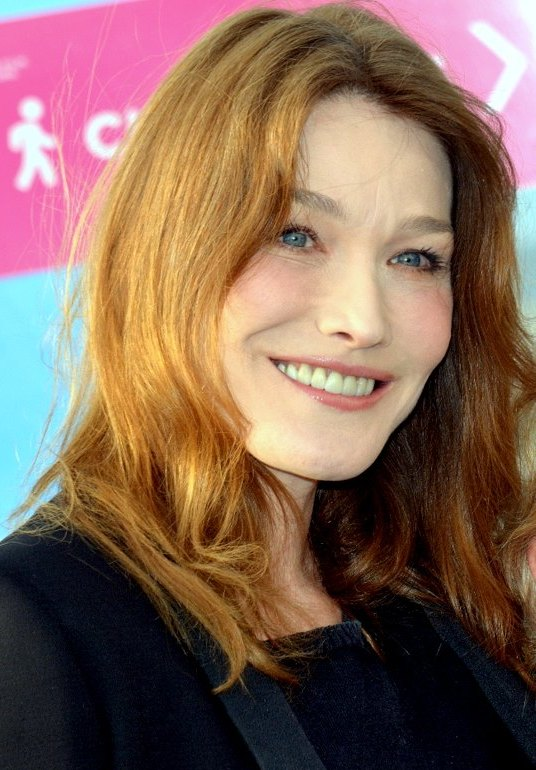
Carla Bruni en 2016.

À l'inverse, plusieurs autres signataires continuent d'apporter début janvier 2024 leur soutien à Gérard Depardieu et assument leur signature. Ils invoquent entre autres la liberté d'expression, la présomption d'innocence, la lutte contre le lynchage et contre la censure. Ainsi, Michel Fau estime que l'« artiste doit rester extravagant, scandaleux, obscène et ingérable ». Yannis Ezziadi assume et attaque les détracteurs en parlant de « revanche des minables ». Jean-Marie Rouart invoque « l'esprit gaulois de la France » et demande : « Est-ce que vous croyez que, chez Rabelais, il n'y a pas de grossièretés ? ». De même, Carla Bruni, Serge Toubiana, Marie Beltrami évoquent la présomption d'innocence pour expliquer leur engagement ; Marion Lahmer (comédienne âgée de 31 ans) déclare avoir « trouvé dérangeant la meute qui se met à aboyer contre cet homme et contre ces images mises bout à bout pour orienter une pensée et un avis sur cet homme » ; Nathalie Baye s'élève contre « un lynchage qui fait gagner de l'argent aux journalistes » et déclare que Depardieu « peut dire des gros mots, mais moi, je sais que ce n'est pas du tout l'homme qu'on décrit d'une manière monstrueuse dans la presse people ridicule ». L'actrice Myriam Boyer explique à propos de sa signature : « Je n'ai pas signé pour [le] soutenir par rapport à ce qu'il a fait. Mais le lynchage me rend dingue. Et pour une bonne raison : j'ai été marié avec un homme qui s'appelait John Berry et qui était une victime du maccarthysme. Donc, je sais ce que c'est d'être dans des moments où une société peut déconner grave », tout en réaffirmant son adhésion au féminisme : « En tant que féministe je crois que je peux la ramener, parce que je suis une féministe de la première heure, et dans ma vie j'ai donné toutes les preuves de ça ». En mai 2024, Arielle Dombasle assume sa signature et explique qu'elle est marraine du petit-fils de Gérard Depardieu, et qu'elle ne supportait pas le harcèlement que celui-ci subissait à l'école à cause des accusations visant son grand-père. Elle dénonce également une forme le lynchage.

## Contre-tribunes

### «Cerveaux non disponibles»

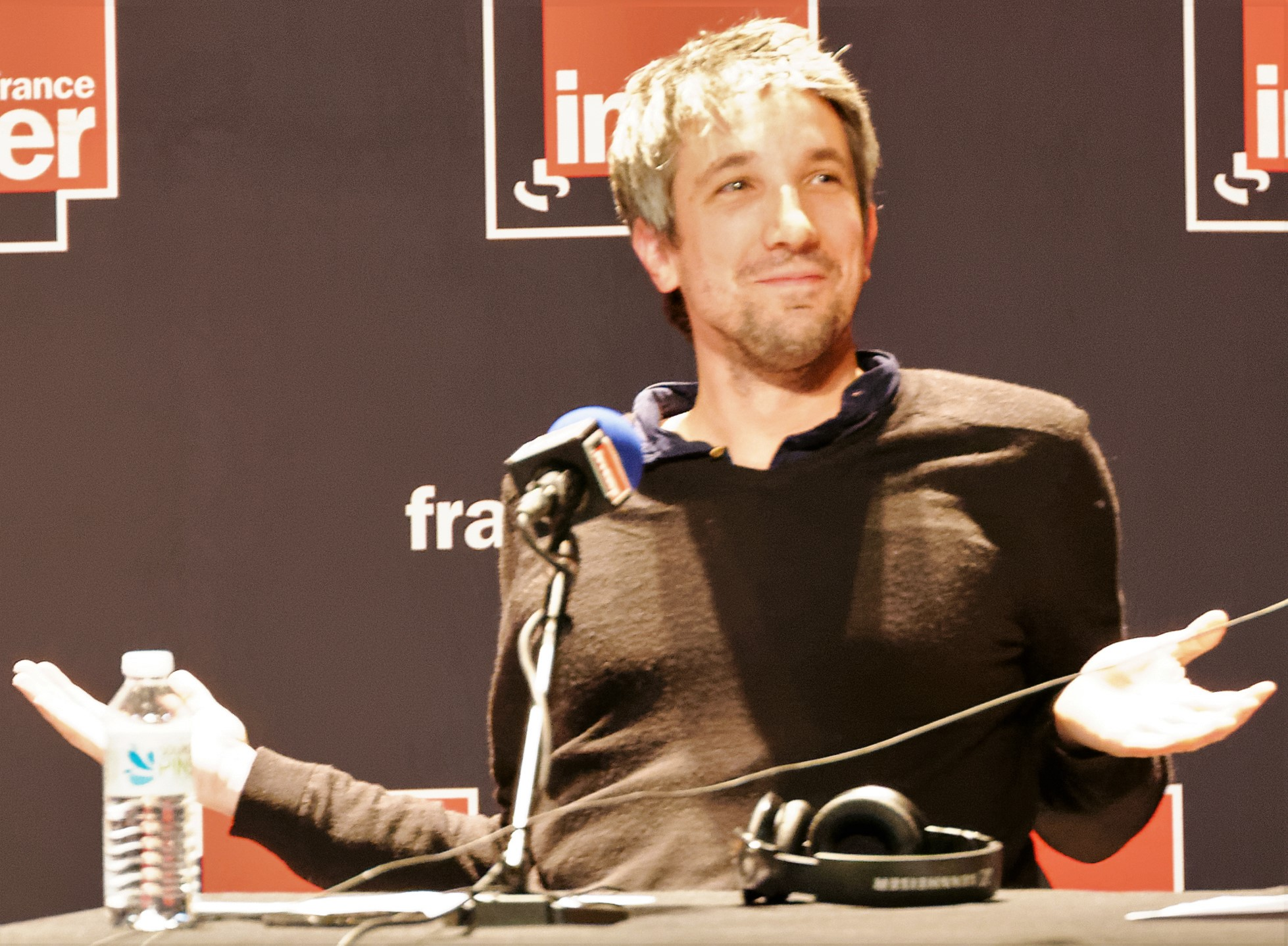
Guillaume Meurice en 2016.

Le 29 décembre, dans une contre-tribune publiée sur le club de Mediapart par le collectif de gauche « Cerveaux non disponibles », 600 artistes entendent répondre à la tribune du 25 décembre des 56 artistes et à Emmanuel Macron soutenant Gérard Depardieu : « Cette tribune et la défense de Macron sont autant de crachats à la figure des victimes de Gérard Depardieu mais aussi de toutes les victimes de violences sexistes et sexuelles. C'est l'illustration sinistre et parfaite du monde d'avant qui refuse que les choses changent ». Au bout de 24 heures, le nombre d'artistes signataires de cette tribune dépasse la barre des 2 500, et 48 heures après son lancement, la barre de 8 000 artistes est atteinte. Le site clôture alors la liste. Parmi ces signataires, se trouvent notamment,,, : Angèle, Pomme, Jain, Waly Dia, Louane, Corinne Masiero, Guillaume Meurice, Élodie Frégé, Manon Azem, Médine.

### «Adresse au vieux monde»

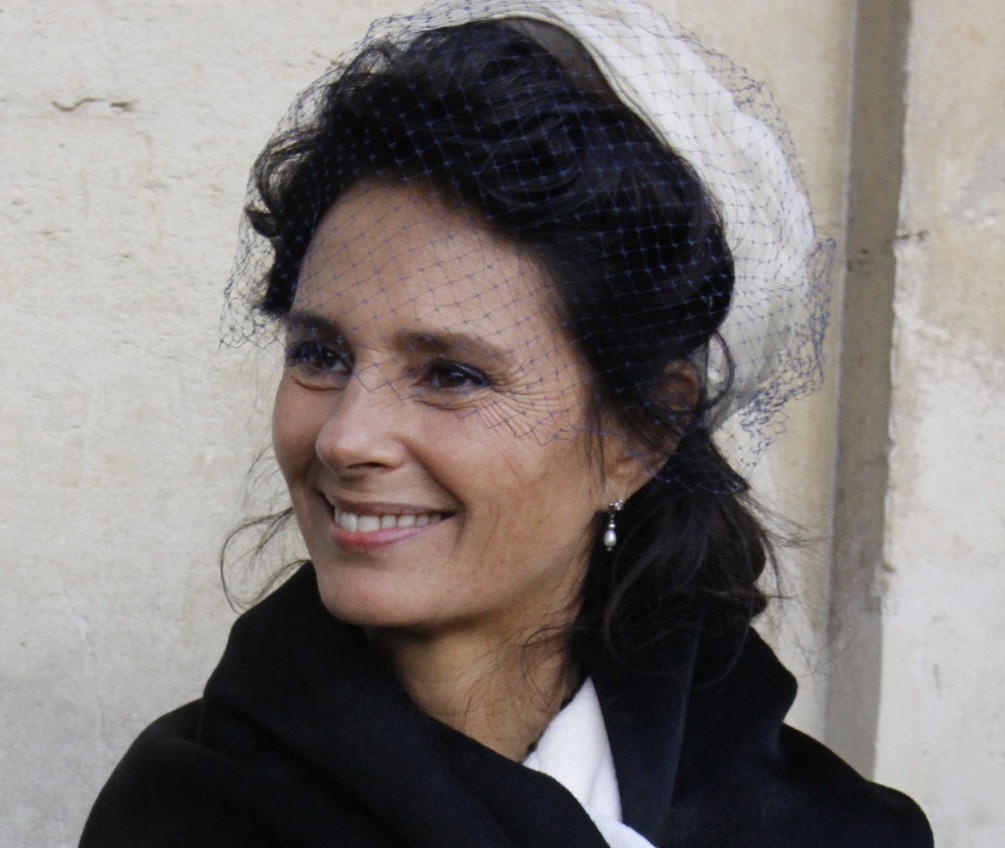
Anouk Grinberg en 2016.

Une nouvelle tribune publiée le 31 décembre, également dans le club de Mediapart s'oppose, elle aussi, à la tribune publiée par Le Figaro le 25 décembre. Elle affirme notamment : « le talent de Gérard Depardieu n'autorise pas l'indignité de ses comportements […] Les femmes qui témoignent du mal qu'il leur a fait, la société qui ouvre enfin ses yeux et ses oreilles, le public qui a besoin de vérité, tout cela ne relève pas du lynchage d'un homme, mais d'une urgence de changement pour le bien de toutes et tous. Ce n'est pas un crime de dénoncer ses agissements, la terrible faute est de faire ce qu'il a fait ». La tribune dénonce également « d'autres faits choquants : son évasion fiscale, sa glorification de tyrans. […] rien de tout cela ne contribue à la fierté de la France ». Parmi les 70 signataires, se trouvent notamment, Laure Calamy, Corinne Masiero, Vanessa Springora, Aïssa Maïga, Anouk Grinberg, Alex Lutz, Gilles Balbastre, La Bajon, Colombe Schneck, Sylvie Meyer.

### «L'art n'est pas un totem d'impunité»

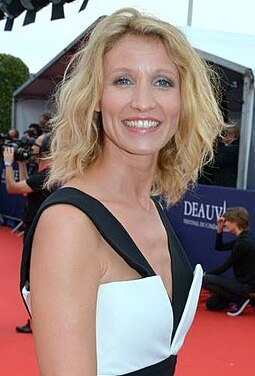
Alexandra Lamy en 2014.

Le 1er janvier 2024, plus de 150 artistes réagissent également à la tribune du 25 décembre du Figaro. La contre-tribune est publiée par Libération, on y lit notamment : « Les monstres sacrés n'existent pas. Il n'y a que des hommes ordinaires auxquels on a donné tous les droits.
Nous ne nous attaquons pas à l'art qui nous est cher : nous voulons au contraire le protéger, en refusant fermement qu'il serve de prétexte à l'abus de pouvoir, au harcèlement ou aux violences sexuelles.
L'art ne doit jamais nous amener à détourner le regard des souffrances des victimes, qu'elles soient célèbres ou anonymes, et le talent ne justifie pas la transgression des limites et l'atteinte à l'intégrité d'autrui. » La tribune est coécrite par Mahaut Drama, Iban Raïs et Jessé, avec l'aide de Giulia Foïs. Parmi les signataires se trouvent notamment Alexandra Lamy, Thomas Jolly, Muriel Robin, Monia Chokri, Magalie Lépine-Blondeau, Alice Belaïdi, Juliette Arnaud, Shirine Boutella, Kevin Razy, Lio, Cœur de pirate, Anne Roumanoff,.

## Analyses

### Fracture générationnelle
L'aspect générationnel est soulevé par plusieurs observateurs. Isabelle de Gaulmyn, rédactrice en chef de La Croix, titre : « L'affaire Depardieu, une fracture générationnelle ». Céline Delbecque déclare dans L'Express : « Il y a un vrai clivage générationnel ».
Murielle Reus, vice-présidente de MeTooMedia, déclare sur France Info : « Il y a une génération qui ne comprend toujours pas cette évolution sociétale » et déplore qu'« il n'y a pas un mot pour les treize femmes victimes qui ont témoigné dans Complément d'enquête et qui ont témoigné devant la justice ». Une des plus jeunes signataires, Marion Lahmer, admet qu'elle « s'inscrit à rebours de la pensée, de ce qu'on veut nous faire penser. Parmi les jeunes comédiens, il y en a beaucoup qui sont contre lui, mais il y en a aussi qui le soutiennent ». La chercheuse Bérénice Hamidi, enseignante à l'université Lumière-Lyon-II, déclare sur France Info : « Cette tribune peut se lire comme un mécanisme de défense collectif qui part d'un sentiment de culpabilité ».

### Backlash
Plusieurs observateurs emploient le terme backlash, ce retour de bâton habituellement utilisé pour qualifier les réactions hostiles au féminisme, mais cette fois-ci inversé. Le 5 janvier, Lauren Provost écrit dans Libération : « Pour la première fois, c'est le vieux monde réactionnaire, adepte du déni, qui s'est pris le « retour de bâton » théorisé par Susan Faludi pour désigner la réaction violente d'une partie de la société face aux avancées des droits des femmes ». Le 14 janvier, la chercheuse Geneviève Sellier décrit « un « backlash » inattendu qui a eu lieu. Le retour de bâton ne s'est cette fois pas abattu sur les militantes féministes mais sur leurs adversaires ».

### Présomption d'innocence menacée
À l'inverse, la philosophe et essayiste Bérénice Levet défend dans Le Point le principe de présomption d'innocence, mis à mal selon elle par un « désir de vertu ». Patrick Besson développe le même argumentaire. De même, l'avocate Julia Courvoisier, dans Marianne, dénonce le « tribunal médiatique » et explique que « Soutenir un accusé n'est pas forcément être complice ».

### Autres analyses
Aurélie Filippetti, ancienne ministre de la Culture socialiste, écrit dans une tribune individuelle publiée dans Le Monde le 31 décembre 2023 « c'est la première fois que l'extrême droite se tapit derrière ce genre d'offensive pour en faire un véritable combat politique »,.
Alizée Vincent, dans Arrêt sur images, questionne cette multiplication de contre-chroniques et le « risque de détourner le sujet sur les signataires plutôt que les violences ».
Michaël Degré, dans L'Avenir, bat en brèche l'hypothèse d'un « tribunal médiatique », et cite la sociologue Sandrine Roginsky qui déclare : « En venant aussi régulièrement au secours de Gérard Depardieu, ses soutiens participent quelque part au procès qu'ils dénoncent ».
Émilien Hertement et Thibaut Solano, avec Benoît Franquebalme dans Marianne, écrivent : « Les questions de fond — les rapports de domination dans une sphère où cohabitent puissants et précaires mais aussi la “cancel culture” — ont été escamotées par des maladresses grossières, des postures médiatiques et des procès d'intention ».
Le 8 janvier 2024, dans un entretien à Marianne, Nathalie Heinich estime que « dans l'affaire Depardieu, des deux côtés, les prises de position ont dérapé ». Se mettant sciemment hors de tout positionnement, la sociologue explique n'avoir aucune envie de choisir « entre, d'un côté, un sexisme héritier du droit de cuissage et, de l'autre, la joie mauvaise de la meute excitée par la chute des idoles ». Une prise de distance qui, considère-t-elle, « permet d'observer […] que ces glissements sémantiques ont été pratiqués tant d'un côté des accusateurs de Depardieu, pour qui un propos graveleux ou atteinte à la pudeur équivalent […] à un viol — ce qui est […] une insulte pour toutes les femmes qui ont subi un véritable viol — que du côté des défenseurs de l'acteur, qui […] ont perdu le sens des mots ».